# Ramiro Sánchez
José Ramiro Sánchez Carvajal (Manizales, Caldas, 5 de octubre de 1983) es un futbolista colombiano y juega en la posición de portero en el Cúcuta Deportivo.

## Trayectoria

### Inicios
Se formó en las inferiores del Once Caldas, allí fue observado por el DT de la Selección Caldas de la época, Javier "Gato" Suárez quien lo lleva como arquero en el año 2002 para participar en el Campeonato Selecciones Juvenil (Difutbol) donde logran el título tras vencer a la Selección del Valle en la final.
Ramiro en dicha selección compartió con otros jugadores que llegaron al profesionalismo tales como Otoniel Duque, Carlos Arias, Edwin Muñoz y Sabastian Ramírez Estrada siendo este último y él los que tuvieron mayor trascendencia en el FPC.

### Once Caldas
Tras su buena actuación con la Selección Caldas en 2002 es promovido por el blanco-blanco al equipo profesional en 2003 donde debutá con mucha alegría ya que es hincha de este club.
En 2006 tuvo un breve paso cedido al fútbol Boliviano junto con Edwin Muñoz a su regreso juega otra vez 6 meses en el Once Caldas.

### Santa Fe y Fortaleza
Pasa a Santa Fe de Bogotá como tercer arquero por detrás de Agustín Julio y Camilo Vargas, debutó en la segunda fecha de la Copa Colombia 2008 frente al Bogotá F. C. atajando un penal, sin oportunidades de jugar es prestado al Fortaleza de Zipaquirá (en la primera temporada que estuvo en ese club 2009 militaba con el nombre de Juventud Soacha), y temporadas después regresa a Santa Fe.

### Jaguares
Para la temporada 2014 asciende con Jaguares de Córdoba siendo titular, figura e incluso convirtiendo un gol en la fecha 16 del Torneo Finzalización el día 8 de octubre dándole el empate al club Cordobés al minuto 94' del encuentro ante el Universitario de Popayán, tras un centro que cazó muy bien con un zurdazo imposible para el arquero rival Julián Rosero.

### Real Cartagena
Para el apertura 2015 es contratado por el Real Cartagena es confirmado como nuevo jugador del equipo heroico tras la lesión de Ricardo Santana pero al finalizar la temporada con solo 10 partidos jugados decide finalizar su contrato.

### Millonarios
El 1 de julio de 2015 pasa los exámenes médicos con Millonarios y se convierte en nuevo jugador del cuadro embajador.
El 14 de diciembre de 2015 pese a no jugar durante el año el DT lo convence y renueva por un año con el equipo embajador.
Su debut sería el 10 de marzo por la tercera de fecha de la Copa Colombia 2016 en la victoria 2-1 sobre Bogotá FC. El 15 de mayo de 2016 sería su debut en liga con Millonarios en el partido que su equipo ganaría 3 a 0 a La Equidad. Su debut se da por la lesión del arquero titular Nicolás Vikonis.
Termina el 2016 habiendo jugado 8 partidos en los cuales mostró un buen rendimiento. En Copa Colombia atajó 4 penalties consecutivamente frente al Tigres F. C. 3 penalties (1 en el partido de ida y 2 en el partido de vuelta) y 1 frente al Bogotá F. C.. El 19 de diciembre se le renueva el contrato por un año a petición del DT Diego Cocca, días después el Cocca renuncia a Millonarios y el nuevo DT que llega al club Miguel Ángel Russo aprueba su continuidad.
Tras la sanción de 4 fechas impuesta a Nicolás Vikonis, Ramiro regresa a jugar el 12 de febrero de 2017 ante Atlético Bucaramanga, partido ganado 3-0 en el cual tuvo un gran partido en el cual atajó varias opciones de gol al equipo Leopardo. Gracias a los buenos resultados y buenas actuaciones, en especial forjar una racha de 4 partidos sin recibir gol, el técnico, Miguel Ángel Russo lo coloca de incialista incluso después de la sanción de Nicolás Vikonis, volviéndose titular indiscutido. Su racha se rompe el 5 de marzo en la derrota de su equipo 1-0 ante Jaguares de Córdoba por la liga, aun así mantendría la titularidad ganada con el DT Argentino.

### Unión Magdalena
Exceptuando su paso por Jaguares de Córdoba, tras 17 temporadas jugando profesionalmente en 2020 por fin se logra consolidar como titular jugando en el Unión Magdalena. Con el "ciclón bananero", consigue el ascenso y llega a atajar varios penaltis.

## Estadísticas

### Clubes
| Club                           | Temporada           | Liga  | Liga  | Copas | Copas | Internacional | Internacional | Total | Total |
| Club                           | Temporada           | Part. | Goles | Part. | Goles | Part.         | Goles         | Part. | Goles |
| ------------------------------ | ------------------- | ----- | ----- | ----- | ----- | ------------- | ------------- | ----- | ----- |
| Once Caldas · Colombia         | 2003                | 1     | 0     | –     | –     | –             | –             | 1     | 0     |
| Once Caldas · Colombia         | 2004                | 0     | 0     | –     | –     | –             | –             | 0     | 0     |
| Once Caldas · Colombia         | 2005                | 1     | 0     | –     | –     | –             | –             | 1     | 0     |
| Once Caldas · Colombia         | A-2006              | 1     | 0     | –     | –     | –             | –             | 1     | 0     |
| La Paz F. C. · Bolivia         | 2006                | 6     | 0     | –     | –     | –             | –             | 6     | 0     |
| La Paz F. C. · Bolivia         | Total               | 6     | 0     | 0     | 0     | 0             | 0             | 6     | 0     |
| Once Caldas · Colombia         |                     |       |       |       |       |               |               |       |       |
| 2007                           | 1                   | 0     | –     | –     | –     | –             | 1             | 0     |       |
| Total                          | 4                   | 0     | 0     | 0     | 0     | 0             | 4             | 0     |       |
| Santa Fe · Colombia            | A-2008              | 0     | 0     | 1     | 0     | –             | –             | 1     | 0     |
| Juventud Soacha · Colombia     | 2008-09             | 7     | 0     | –     | –     | –             | –             | 7     | 0     |
| Juventud Soacha · Colombia     | Total               | 7     | 0     | 0     | 0     | 0             | 0             | 7     | 0     |
| Santa Fe · Colombia            |                     |       |       |       |       |               |               |       |       |
| 2010                           | 0                   | 0     | 1     | 0     | –     | –             | 1             | 0     |       |
| 2011                           | 0                   | 0     | 1     | 0     | –     | –             | 1             | 0     |       |
| Fortaleza CEIF · Colombia      | 2012                | 6     | 0     | 6     | 0     | –             | –             | 12    | 0     |
| Fortaleza CEIF · Colombia      | Total               | 6     | 0     | 6     | 0     | 0             | 0             | 12    | 0     |
| Santa Fe · Colombia            |                     |       |       |       |       |               |               |       |       |
| 2013                           | 2                   | 0     | 3     | 0     | –     | –             | 5             | 0     |       |
| Total                          | 2                   | 0     | 6     | 0     | 0     | 0             | 8             | 0     |       |
| Jaguares de Córdoba · Colombia | 2014                | 23    | 1     | 5     | 0     | –             | –             | 28    | 1     |
| Jaguares de Córdoba · Colombia | Total               | 23    | 1     | 5     | 0     | 0             | 0             | 28    | 1     |
| Real Cartagena · Colombia      | A-2015              | 6     | 0     | 4     | 0     | –             | –             | 10    | 0     |
| Real Cartagena · Colombia      | Total               | 6     | 0     | 4     | 0     | 0             | 0             | 10    | 0     |
| Millonarios · Colombia         | F-2015              | 0     | 0     | 0     | 0     | –             | –             | 0     | 0     |
| Millonarios · Colombia         | 2016                | 3     | 0     | 5     | 0     | –             | –             | 8     | 0     |
| Millonarios · Colombia         | 2017                | 16    | 0     | 0     | 0     | –             | –             | 16    | 0     |
| Millonarios · Colombia         | 2018                | 5     | 0     | 3     | 0     | –             | –             | 8     | 0     |
| Millonarios · Colombia         | 2019                | 2     | 0     | 6     | 0     | –             | –             | 8     | 0     |
| Millonarios · Colombia         | Total               | 26    | 0     | 14    | 0     | 0             | 0             | 40    | 0     |
| Unión Magdalena · Colombia     | 2020                | 21    | 0     | 2     | 0     | –             | –             | 23    | 0     |
| Unión Magdalena · Colombia     | 2021                | 37    | 0     | –     | –     | –             | –             | 37    | 0     |
| Unión Magdalena · Colombia     | 2022                | 16    | 0     | 4     | 0     | –             | –             | 20    | 0     |
| Unión Magdalena · Colombia     | 2023                | 35    | 0     | –     | –     | –             | –             | 35    | 0     |
| Unión Magdalena · Colombia     | Total               | 109   | 0     | 6     | 0     | 0             | 0             | 115   | 0     |
| Deportes Quindío · Colombia    | 2024                | 42    | 0     | –     | –     | –             | –             | 42    | 0     |
| Deportes Quindío · Colombia    | Total               | 42    | 0     | 0     | 0     | 0             | 0             | 42    | 0     |
| Cúcuta Deportivo · Colombia    | 2025                | 2     | 0     | –     | –     | –             | –             | 2     | 0     |
| Cúcuta Deportivo · Colombia    | Total               | 2     | 0     | 0     | 0     | 0             | 0             | 2     | 0     |
| Total en su carrera            | Total en su carrera | 233   | 1     | 41    | 0     | 0             | 0             | 274   | 1     |

### Gol
| #  | Fecha                | Torneo           | Partido                               | Min   | Modo       | Arquero Rival |
| -- | -------------------- | ---------------- | ------------------------------------- | ----- | ---------- | ------------- |
| 1. | 8 de octubre de 2014 | Segunda División | Jaguares de Córdoba 1-1 Universitario | 90'+4 | Movimiento | Julián Rosero |

### Penaltis
Actualizado hasta el último penal atajado el día 18 de marzo de 2023.
| 1.  | 27-3-2008  | Copa Colombia   | Santa Fe        | Bogotá FC      | Luis Pérez             | 28'               |
| 2.  | 10-10-2012 | Primera B       | Fortaleza CEIF  | Sucre FC       | Tommy Tobar            | 2'                |
| 3.  | 10-11-2013 | Primera A       | Santa Fe        | Atlético Huila | Luis Páez              | 90'               |
| 4.  | 13-3-2016  | Copa Colombia   | Millonarios     | Bogotá FC      | Bandera de Colombia    |                   |
| 5.  | 7-4-2016   | Copa Colombia   | Millonarios     | Tigres         | Bandera de Colombia    | 19'               |
| 6.  | 14-4-2016  | Copa Colombia   | Millonarios     | Tigres         | Ethan González         | 63'               |
| 7.  | 9-11-2020  | Primera B       | Unión Magdalena | Real Santander | Sebastián Carvajal     | 90'               |
| 8.  | 13-11-2021 | Primera B       | Unión Magdalena | Fortaleza CEIF | Luis Fernando Sandoval | 69'               |
| 9.  | 10-3-2022  | Final Primera B | Unión Magdalena | Cortuluá       | Luis Carlos Ruiz       | Tanda de penaltis |
| 10. | 24-8-2022  | Primera A       | Unión Magdalena | Júnior         | Carlos Bacca           | 22'               |
| 11. | 23-2-2023  | Primera A       | Unión Magdalena | Santa Fe       | Wilson Morelo          | 45+5'             |
| 12. | 23-2-2023  | Primera A       | Unión Magdalena | Santa Fe       | Wilson Morelo          | 80'               |
| 13. | 18-3-2023  | Primera A       | Unión Magdalena | La Equidad     | Pablo Lima             | 43'               |

## Palmarés

### Títulos nacionales
| Título                | Club                | País     | Año  |
| --------------------- | ------------------- | -------- | ---- |
| Torneo Apertura       | Once Caldas         | Colombia | 2003 |
| Superliga de Colombia | Santa Fe            | Colombia | 2013 |
| Primera B             | Jaguares de Córdoba | Colombia | 2014 |
| Torneo Finalización   | Millonarios         | Colombia | 2017 |
| Superliga de Colombia | Millonarios         | Colombia | 2018 |
| Primera B             | Unión Magdalena     | Colombia | 2021 |

### Títulos internacionales
| Título            | Club        | País     | Año  |
| ----------------- | ----------- | -------- | ---- |
| Copa Libertadores | Once Caldas | Colombia | 2004 |